# Liste der Kommissare der Nordwest-Territorien

Abzeichen des Kommissars
der Nordwest-Territorien

Flagge des Kommissars
der Nordwest-Territorien

Diese Liste führt die Kommissare (engl. commissioners) der Nordwest-Territorien in Kanada. Ein Kommissar übt ähnliche Funktionen aus wie die Vizegouverneure der Provinzen (hauptsächlich repräsentativer Art). Er wird jedoch nicht vom Generalgouverneur ernannt, sondern von der Bundesregierung.
| Kommissar                        | Amtszeit                              |
| -------------------------------- | ------------------------------------- |
| Frederick D. White               | 24. August 1905 – 27. Juni 1919       |
| William Wallace Cory             | 27. Juni 1919 – 17. Februar 1931      |
| Hugh Howard Rowatt               | 31. März 1931 – 30. April 1934        |
| vakant                           | 1. Mai 1934 – 2. Dezember 1936        |
| Charles Camsell                  | 3. Dezember 1936 – 3. Dezember 1946   |
| Hugh Llewellyn Keenleyside       | 14. Januar 1947 – 24. September 1950  |
| Hugh Andrew Young                | 14. November 1950 – 15. November 1953 |
| Robert Gordon Robertson          | 15. November 1953 – 12. Juli 1963     |
| Bent Gestur Sivertz              | 12. Juli 1963 – 16. Januar 1967       |
| Stuart Milton Hodgson            | 2. März 1967 – 6. April 1979          |
| John Havelock Parker             | 15. April 1979 – 31. Juli 1989        |
| Daniel L. Norris                 | 1. Oktober 1989 – 30. September 1994  |
| Helen Maksagak                   | 16. Januar 1995 – 26. März 1999       |
| Daniel Joseph Marion             | 26. März 1999 – 31. März 2000         |
| Glenna Hansen                    | 31. März 2000 – 7. April 2005         |
| Tony Whitford                    | 29. April 2005 – 28. April 2010       |
| George Tuccaro                   | 28. Mai 2010 – 10. Mai 2016           |
| vakant (amtierend Gerald Kisoun) | 10. Mai 2016 – 18. September 2017     |
| Margaret Thom                    | 18. September 2017 – 19. April 2024   |
| Gerald Kisoun                    | 19. April 2024 – amtierend            |